# 利別霍夫

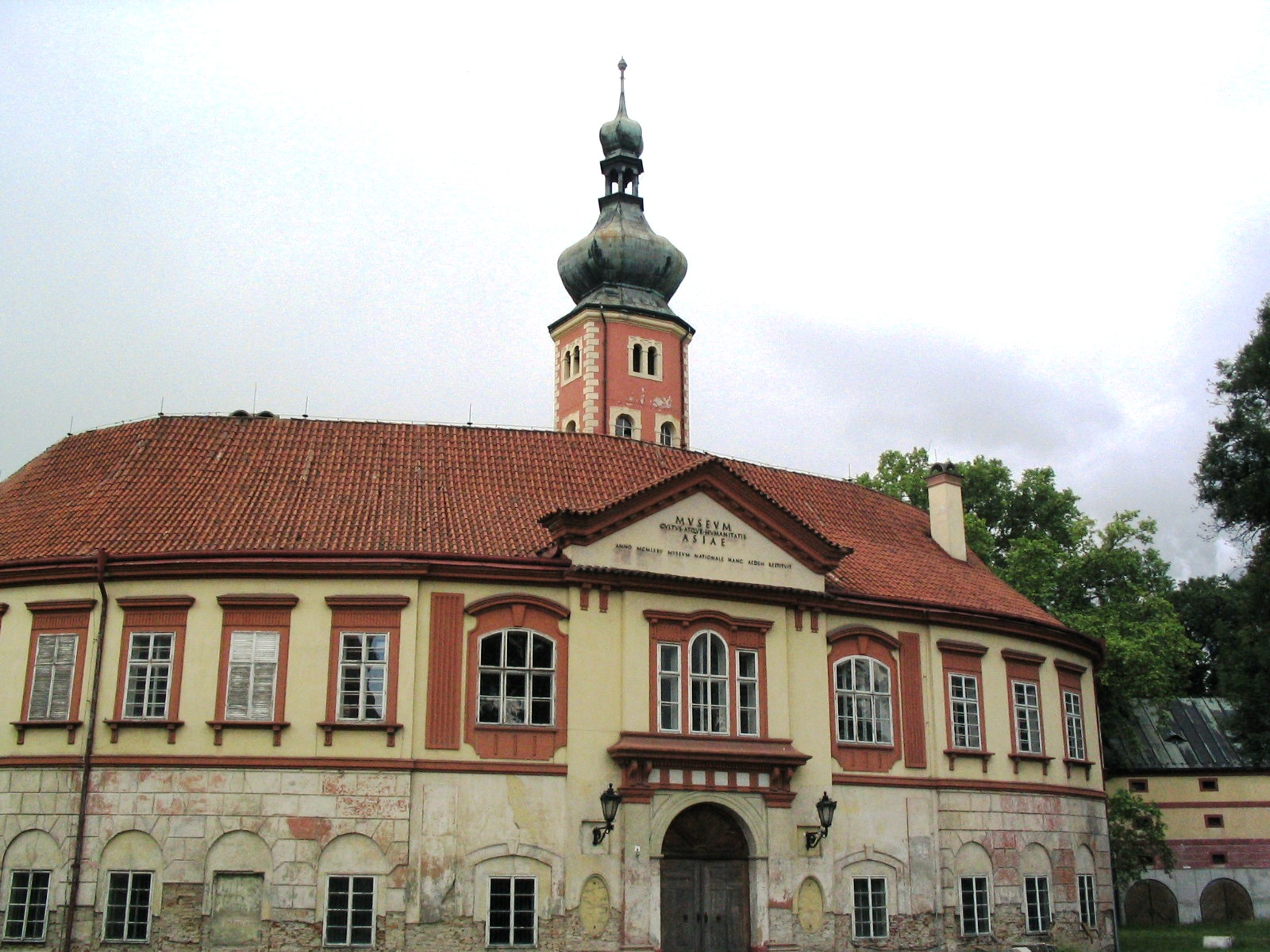

利別霍夫是捷克的城鎮，位於該國北部易北河右岸，距離首都布拉格約36公里，由中波希米亞州負責管轄，面積11.77平方公里，海拔高度171米，2006年人口達到1,020。

## 外部連結
- Municipal website（页面存档备份，存于）